# Xujiahui

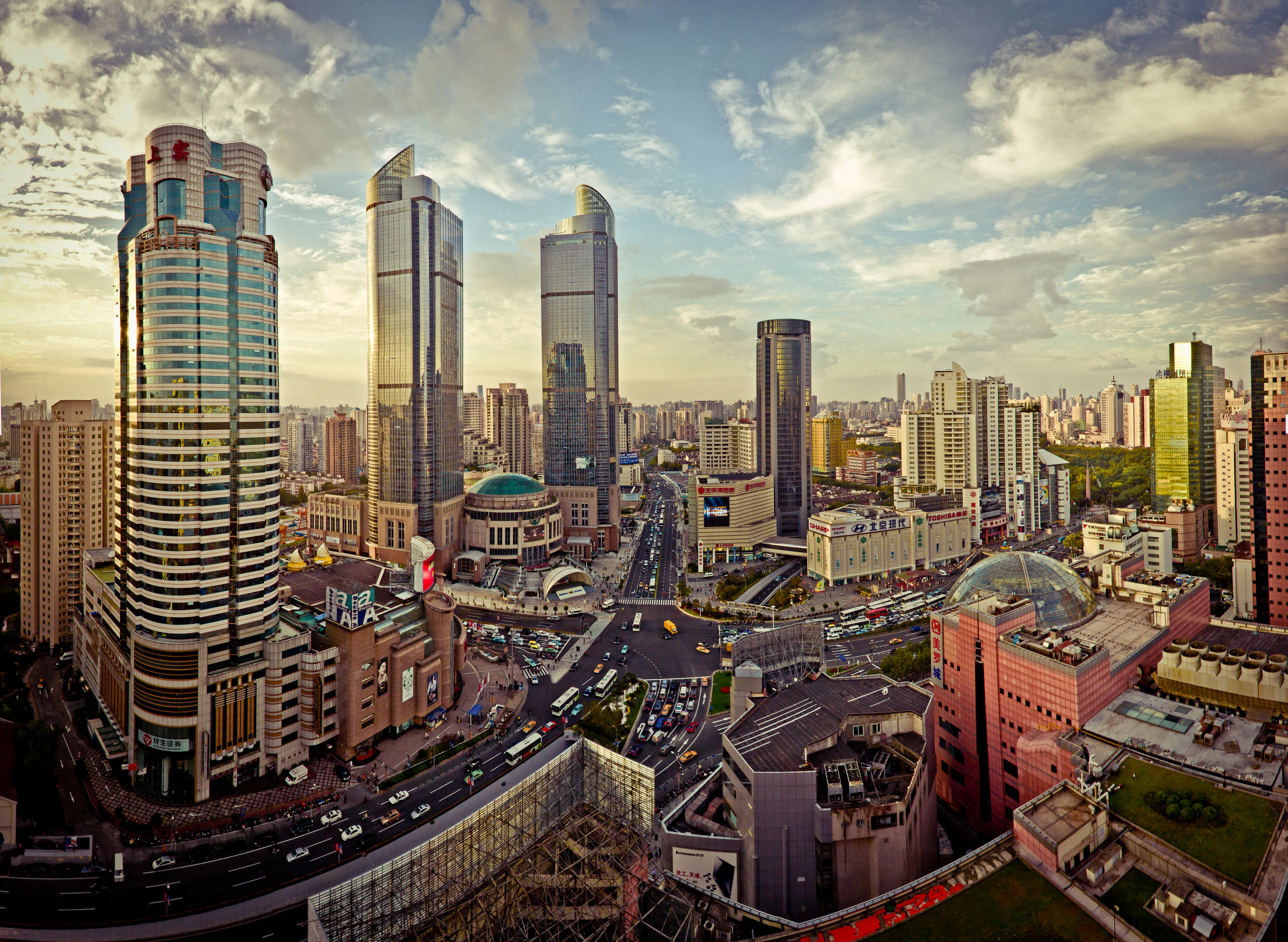
Distrito comercial de Xujiahui.

Xujiahui (en chino tradicional, 徐家匯; en chino simplificado, 徐家汇; pinyin, Xújiāhuì; Shanghainés:Zigawei), también escrito Zikawei o Siccawei, es un barrio de Shanghái, China. Es una zona histórica y cultural situada en el Distrito de Xuhui, muy conocido por ser un lugar óptimo para realizar actividades de ocio y comprar en Shanghái. 
Hay una estación de metro en la zona, que lleva su nombre, Estación de Xujiahui.

## Nombre

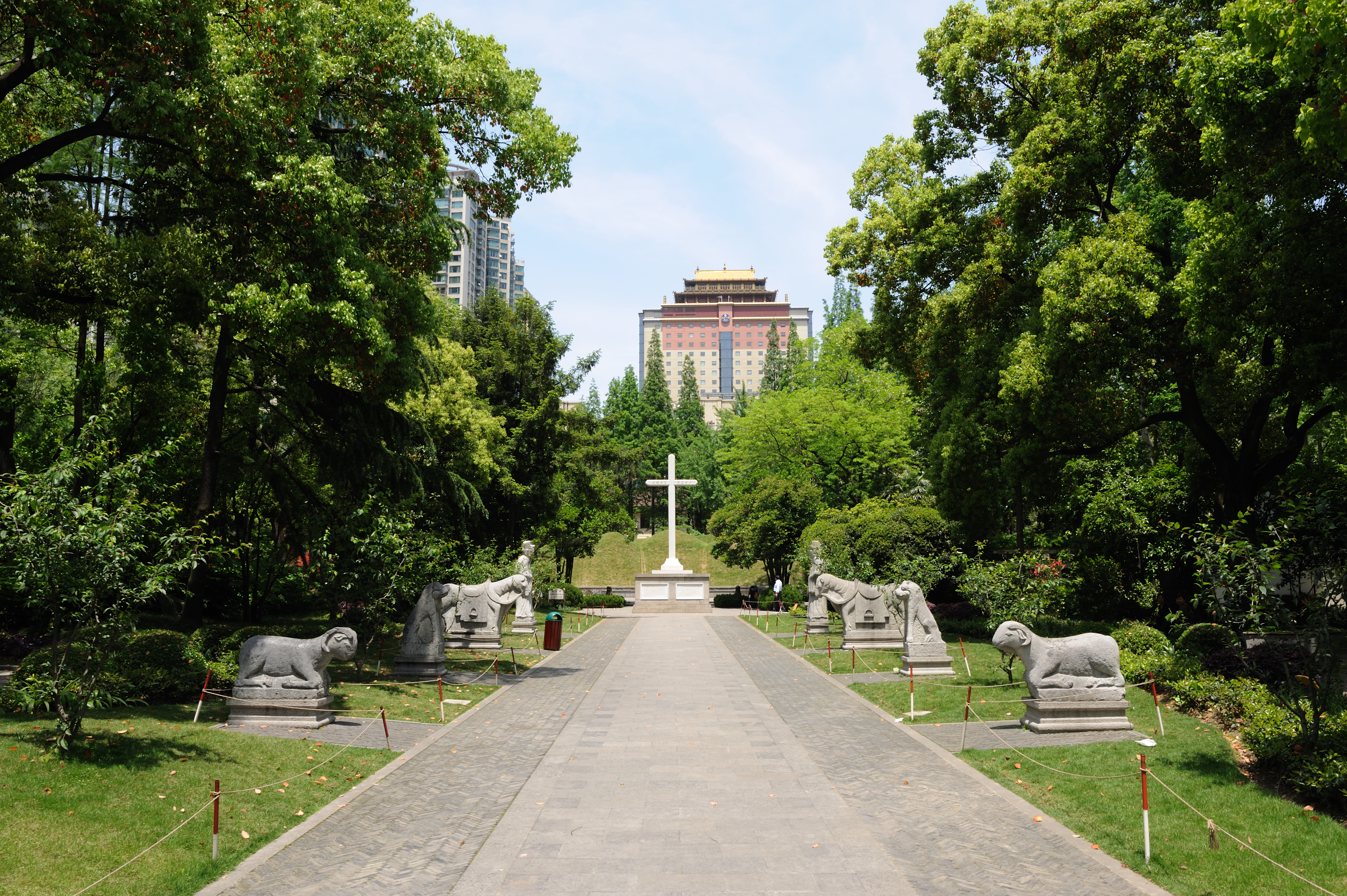
La tumba de Xu Guangqi en Xujiahui, Shanghái.

Xujiahui significa en chino literalmente "Intersección de Xu", o, con más precisión, "propiedad de la familia de Xu en la intersección de los dos ríos" . La "familia de Xu" se refiere a la familia de Xu Guangqi o Hsu Kuang-chi (1562-1633), el chino convertido al catolicismo más destacado. La mayoría de lo que ahora es Xujiahui fue la casa solariega de Xu Guangqi y su familia. Bautizado por el famoso jesuita italiano Matteo Ricci, Xu Guangqi y sus descendientes donaron grandes parcelas de terreno a la Iglesia Católica, incluido el emplazamiento actual de la Catedral de San Ignacio. 

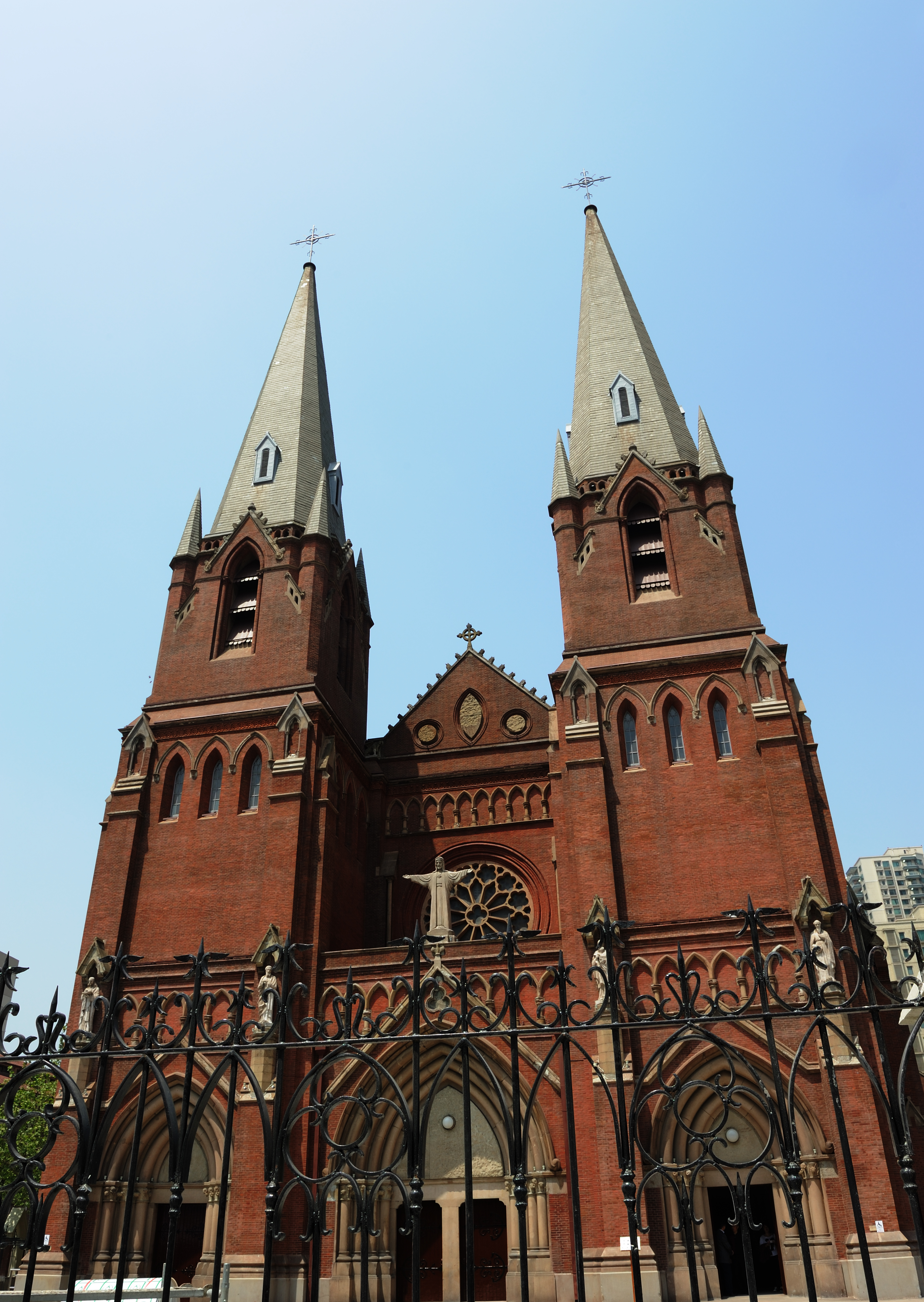
Catedral de San Ignacio, Xujiahui, Shanghái.

En el dialecto shanghainés del chino wu, se pronuncia "zi-ga-wei". Durante el siglo XVIII era conocido por los residentes occidentales de Shanghái como "Ziccawei" (inglés) o "Zikawei" (francés) y todavía aparece en varios libros y guías contemporáneos como "Zikawei" o alguna variante del mismo.

## Historia
Con el terreno donado por la familia de Xu Guangqi y el adquirido por otros medios, la Compañía de Jesús estableció una gran catedral así como un complejo de 2,6 km² que cubre gran parte del actual Xujiahui. Además de la catedral, los jesuitas franceses también construyeron orfanatos, monasterios, colegios, bibliotecas y el Observatorio de Xujiahui.
A tiempo de convertirse en el bastión de los católicos de Asia Oriental, una de las primeras estructuras construidas por los jesuitas fue la Catedral de San Ignacio en 1847, reconstruida en 1906. La Catedral se sitúa en lo que ahora es North Caoxi Road y todavía es denominada en español como la Catedral de San Ignacio. Los letreros de las calles la denominan simplemente "Iglesia Católica." La catedral apareció en las primeras escenas de la película de Steven Spielberg El imperio del sol (1987). 
Otras estructuras que todavía se pueden ver en la actualidad incluyen el Xuhui College en el 68 de Hongqiao Road, ahora llamado Xuhui High School (o Xuhui Middle School). Establecido por los jesuitas en 1850, Xuhui (San Ignacio) College fue la primera institución educativa de China que ofreció un currículum totalmente occidental.
Aunque que el centro de Xujiahui era administrativamente parte de la zona china de Shanghái, estaba controlado en realidad por la Iglesia católica, que estaba estrechamente asociada con las autoridades francesas de la Concesión Francesa. Desde 1914, Xujiahui estaba fuera de los límites de la Concesión, pero se mantuvo bajo una fuerte influencia francesa. 
El Xujiahui católico llegó a un abrupto final con la victoria de los comunistas sobre el KMT. Unos pocos años después de que el Ejército de la Liberación Popular entrara en Shanghái, los jesuitas habían abandonado Xujiahui y trasladado a puestos cercanos como Macao o Manila. Muchos de los que permanecieron fueron encarcelados por las autoridades comunistas, entre ellos el Cardenal Ignacio Kung (Gong Pinmei), quien estuvo décadas en prisión, y Father Chang-min "Beda" Chang, que murió en la cárcel en noviembre de 1951.

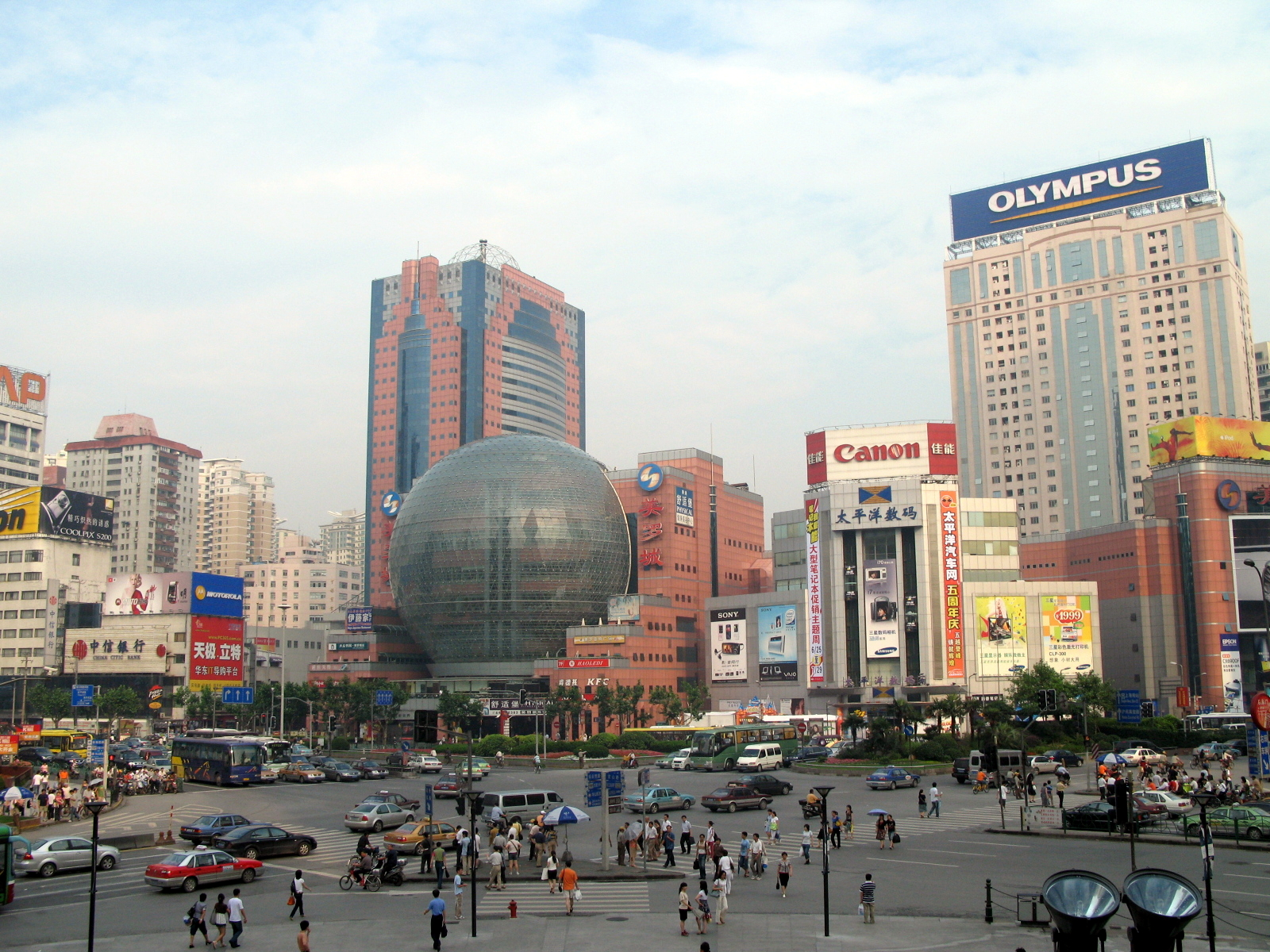
Vista diurna de Xujiahui

Desde 1949 en adelante, la mayoría de las grandes casas e inmuebles de Xujiahui fueron expropiados o incautados por el gobierno y convertidos en fábricas. Hasta finales de la década de 1990, la zona era principalmente industrial.

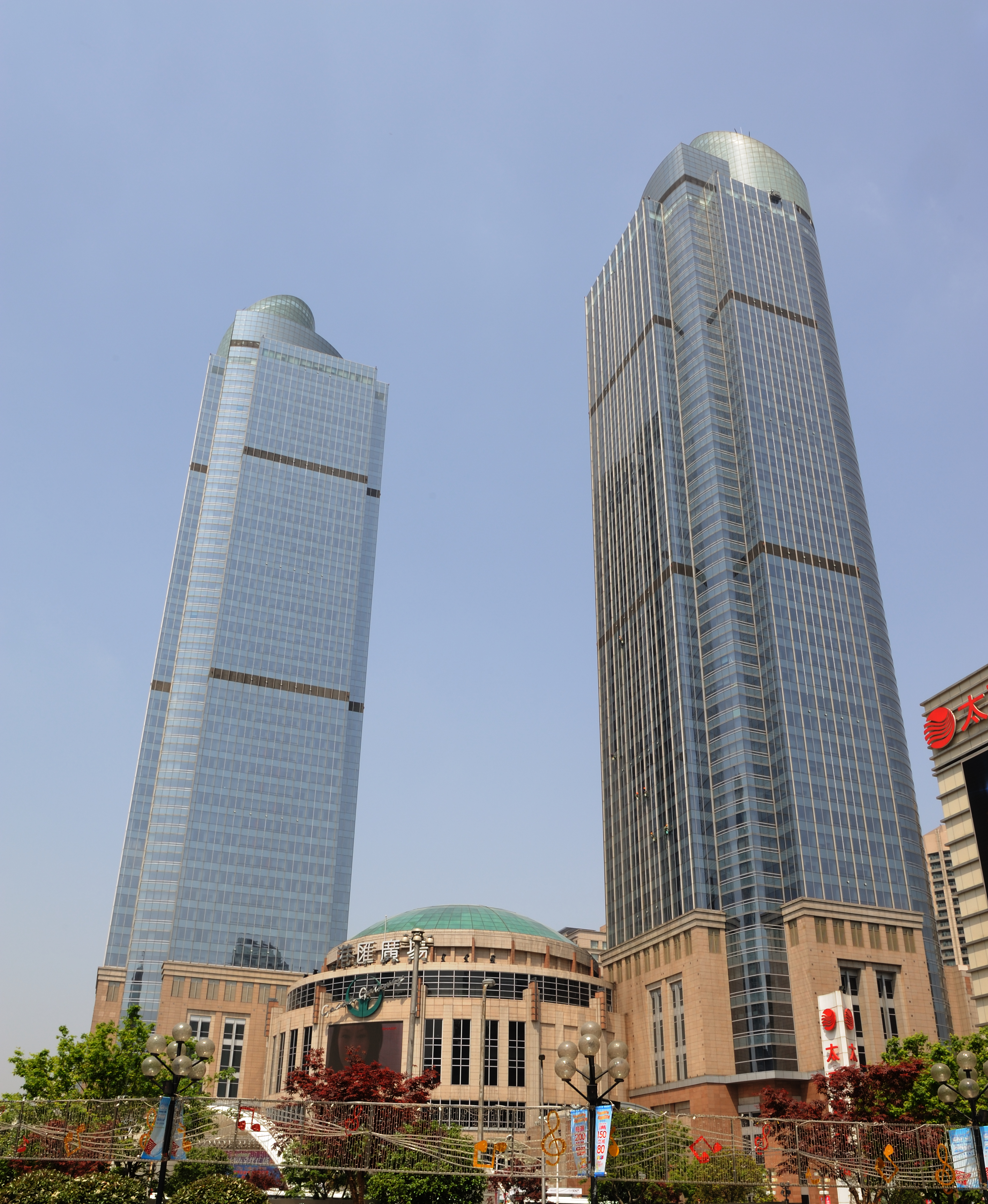
Grand Gateway Shanghai en Xujiahui Circle

## Economía
Durante finales de la década de 1990, muchas de las fábricas estatales fueron vendidas y demolidas. Xujiahui es ahora principalmente un distrito de compras del centro de Shanghái.

## Tiendas
La principal zona de tiendas de Xujiahui está centrada alrededor de la intersección de las calles Hongqiao Road, Huashan Road, Zhaojiabang Road y North Caoxi Road. Cada una de estas calles termina en la intersección, en la que hay tres supermercados, seis importantes centros comerciales y nueve rascacielos de oficinas. Todo, desde cosméticos hasta coches, está disponible en menos de cinco minutos, pero el tipo de producto por el que Xujiahui es más famoso es la electrónica. Es una de las zonas más grandes para comprar aparatos electrónicos, desde cámaras hasta PSP, Xbox y modchips para las Xboxes y otras videoconsolas.
En el emplazamiento de una antigua fábrica de ladrillos está ahora el Xujiahui Park, completado en 2002. El parque contiene un río artificial (modelado como el Río Huangpu) y un arroyo serpenteante, pistas de baloncesto y una zona de juegos para niños. El Conservatorio de Música de Shanghái, situado en el parque, organiza a menudo actuaciones gratuitas durante primavera y otoño en el parque, porque en esos meses es cuando el tiempo de Shanghái es mejor. 
A cinco minutos andando hacia el norte de la intersección está la famosa Universidad de Shanghái Jiao Tong.

## Transporte
La principal intersección de Xujiahui es un nudo de transporte. Es servido por docenas de rutas de bus, y por la estación de metro de Xujiahui, en las líneas 1 y 9 del Metro de Shanghái.

## Subdistrito de Xujiahui
En mayo de 1994 se estableció Xujiahui como un subdistrito del Distrito de Xuhui, Shanghái. El subdistrito cubre 4,04 km². Hay 31 624 familias que totalizan 94 872 habitantes. Hay unos 110 000 residentes permanentes. El subdistrito no tiene la misma extensión que la localidad geográfica.